# Eupatrides curiosa
Eupatrides curiosa är en insektsart som först beskrevs av Willemse, C. 1931.  Eupatrides curiosa ingår i släktet Eupatrides och familjen Chorotypidae. Inga underarter finns listade i Catalogue of Life.